# مبادرة المساواة
مبادرة المساواة هي مبادرة اجتماعية نشأت في إطار الصندوق الاجتماعي الأوروبي التابع للاتحاد الأوروبي. وهي تعنى  «بالتعاون العالمي  لتعزيز وسائل جديدة لمكافحة جميع أشكال التمييز وعدم المساواة فيما يتعلق بسوق العمل» وقد بدأت العمل من عام 2001 حتى عام 2007 بميزانية تبلغ نحو 3 بلايين يورو من موارد الاتحاد الأوروبي، يقابلها مبلغ مماثل من الموارد الوطنية.
وكانت المبادرة جزء من إستراتيجية الاتحاد الأوروبي «لمزيد من الوظائف الأفضل» ولضمان عدم السماح لأي شخص بالوصول إليها. واختبرت طرقا جديدة لمعالجة التمييز وعدم المساواة الذين يعاني منهما العاملون والباحثون عن عمل.
ومنذ عام 2008 توقف العمل بالمبادرة ولكن مبادئها كانت قد ادرجت في هيكلة المؤسسات الرئيسية. ومن الناحية العملية كان العمل عبر الصندوق الاجتماعي الأوروبي في الفترة 2007-2013 مقصورًا عمليا على 17 شبكة تعليمية أو مجتمعات ممارسة أنشئت في إطار برنامج التعلم من أجل التغيير. وشملت هذه الأنشطة السلطات الإدارية للصندوق الاجتماعي الأوروبي البالغ عددها 117 هيئة (معظمها وزارات ومناطق وطنية) وشركائها الخارجيين الرئيسيين، ولكن ميزانيتها ومدى وصولها كانا محدودين بدرجة أكبر بكثير مما كان عليه الحال وقت مبادرة المساواة.
وكان تمويل الأنشطة مشترك لتحقيق «المساواة» في جميع الدول الأعضاء الـ 27 في الاتحاد الأوروبي - انضمت 12 دولة جديدة بالفعل في يناير 2004 قبل أربعة أشهر من انضمامها الرسمي. وتقابلت مساهمة الاتحاد الأوروبي التي بلغت 3.274 مليار يورو بتمويل وطني. - وتختلف المساواة عن البرامج الرئيسية للصندوق الاجتماعي الأوروبي في عملها كمختبر (مبدأ الابتكار) وفي تركيزها على التعاون النشط فيما بين البرامج بين الدول الأعضاء.
وكانت هناك دعوتان إلى تقديم مقترحات لمشاريع متساوية في الدول الأعضاء، الأولى في عام 2001 والثانية في عام 2004. وتقع مسؤولية تنفيذ برامج المبادرة المجتمعية في الدول الأعضاء على عاتق السلطات الوطنية.

## المواضيع
وقد صنفت مشاريع المساواة لأربعة أعمدة لاستراتيجية التوظيف الأوروبية، وعلى نحو أدق في تسعة مواضيع:
1. القدرة على العمل 
(أ) تيسير الوصول إلى سوق العمل والعودة إليها لمن يجدون صعوبة في الاندماج أو إعادة الاندماج في سوق العمل التي يجب أن تكون مفتوحة للجميع.
(ب)مكافحة العنصرية وكره الأجانب فيما يتعلق بسوق العمل.
2. ريادة الأعمال
(ج) فتح عملية إنشاء الأعمال التجارية أمام الجميع عن طريق توفير الأدوات اللازمة لإقامة الأعمال التجارية وتحديد واستغلال الإمكانيات الجديدة لخلق فرص العمل في المناطق الحضرية والريفية.
(د) تعزيز الاقتصاد الاجتماعي (القطاع الثالث) وعلى وجه الخصوص الخدمات التي تهم المجتمع المحلي، مع التركيز على تحسين نوعية الوظائف.
3. قابلية التكيف
(ه) تشجيع التعلم مدى الحياة وممارسات العمل الشاملة التي تشجع على توظيف واستبقاء من يعانون من التمييز وعدم المساواة فيما يتعلق بسوق العمل.
(و) دعم قدرة الشركات والموظفين على التكيف مع التغير الاقتصادي الهيكلي واستخدام تكنولوجيا المعلومات وغيرها من التكنولوجيات الجديدة.
5. تكافؤ الفرص بين المرأة والرجل 
(ز) التوفيق بين الحياة الأسرية والمهنية، فضلا عن إعادة إدماج الرجال والنساء الذين تركوا سوق العمل، وذلك من خلال استحداث أشكال أكثر مرونة وفعالية لتنظيم العمل وخدمات الدعم.
(ح) الحد من الفجوات بين الجنسين ودعم إزالة التمييز في الوظائف.
4. طالب اللجوء